# Borgo a Mozzano
Borgo a Mozzano är en ort och kommun i provinsen Lucca i regionen Toscana i Italien. Kommunen hade 6 958 invånare (2018).